# Costa dell'Azahar

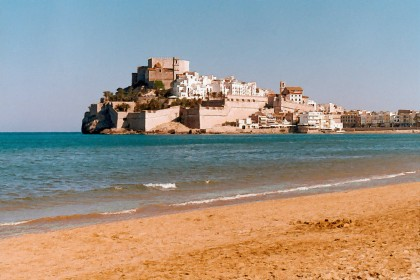
Un'immagine di Peñíscola sulla Costa dell'Azahar.

La Costa dell'Azahar (in italiano Costa della Zagara) è un tratto della costa spagnola del Mar Mediterraneo e più esattamente del Mare Balearico, situato nella Provincia di Castellón, costituito da circa 120 km di spiagge e cale. Il suo nome deriva da quello dei fiori di arancio, gli agrumeti sono particolarmente presenti in zona.
Tradizionalmente la denominazione di Costa dell'Azahar comprende anche tutto il litorale della Provincia di Valencia a partire dal delta del fiume Ebro, fino ad arrivare al Cabo de la Nao in quella di Alicante, ma l'industria del turismo permette di utilizzare questa denominazione solo per la sopracitata parte settentrionale, più a sud si può parlare di Costa di Valencia.
Della costa fanno parte le località marittime di Vinaroz, Benicarló, Peñíscola, Oropesa del Mar, Benicasim e Moncófar ma anche la Sierra de Irta, massiccio montagnoso parallelo al mare. Si possono citare anche le paludi del Parco naturale del Prat Cabanes-Torreblanca, il Deserto de las Palmas, nonché la riserva naturale delle Isole Columbretes a 56 km dalla costa. Non possiamo infine dimenticare il capoluogo della provincia: 
Castellón de la Plana ed il borgo fortificato di Mascarell.